# أليسيو برونو
أليسيو برونو (بالإيطالية: Alessio Bruno)‏ هو لاعب كرة قدم إيطالي في مركز الوسط، ولد في 24 يناير 1994 في أولبيا في إيطاليا. لعب مع أولبيا كالسيو 1905 ونادي بيسكارا ونادي فيتشينزا.